# Bump steer
Bump steer is een effect van onder andere naafbesturingen en telelever bij motorfietsen, waarbij het stuur draait door het inveren. 
Dit is soms moeilijk te onderdrukken, waardoor het moeilijk is een motorfiets met een goedwerkende naafbesturing te ontwikkelen. Het door BMW gebruikte Telelever-systeem is voorzien van een zogenaamde "tuimelontkoppeling", waardoor het effect achterwege blijft.